# Reserva Natural das Dunas de São Jacinto
A Reserva Natural das Dunas de São Jacinto é uma reserva natural (área destinada à protecção de habitats, flora e fauna selvagens) portuguesa, e situa-se no extremo da península que vai desde Ovar e São Jacinto. A oeste tem o oceano Atlântico e a este a ria de Aveiro. Esta área protegida tem cerca de 600 hectares, foi criada em 1979 e está integrada na Zona de Protecção Especial da Ria de Aveiro. Em parte da reserva está inserido o Centro de formação ambiental do Corpo Nacional de Escutas.

## Estatutos de Conservação

### Portugueses
- Decreto-Lei nº 41/79, de 6 de Março - Cria a reserva[5].
- Decreto Regulamentar nº 46/97, de 17 de Novembro - Reclassificação da Área Protegida mantendo o estatuto anterior[5].
- Decreto-Lei nº 384-B/99 - Cria a Zona de Protecção Especial da Zona de Aveiro[5].
- Decreto Regulamentar nº 24/04, de 12 de Julho - Reclassificação da área, mudando os limites desta[5].

### Comunitários
- Directiva nº 79/409/CEE, de 2 de Abril [3].

## História
Os terrenos onde se localiza esta área protegida são relativamente recentes, tendo estes adquirido a sua forma actual entre os séculos X e XVII, e separam a Ria de Aveiro do mar. Até ao século XIX estes terrenos eram formados por areias em movimento que dificultavam a fixação de plantas; no final desse século iniciam-se os trabalhos de arborização, por parte dos Serviços Florestais, que se prolongaram até à década de 1930. Antes destes trabalhos, existiam na zona inúmeros pântanos, local onde se dão os mosquitos, responsáveis, por exemplo, pela transmissão da malária. Esta foi uma das causas para a drenagem e secagem dessas zonas.
Em 1979 o Decreto-Lei nº 41/79 de 6 de Março cria a Reserva natural das Dunas de São Jacinto com o objectivo principal de proteger o sistema dunar e sua flora e fauna. Em 1997 o Decreto Regulamentar nº 46/97, de 17 de Novembro a reserva é reclassificada, passando a ser dirigida pelo Instituto de Conservação da Natureza.

### A que se deve a sua classificação
As dunas são estruturas bastante frágeis; como tal, faz todo o sentido salvaguardá-las para impedir o avanço do mar e proteger a biodiversidade nela existente, apesar de em 1979, aquando da sua classificação, a população de garças existente no local ter pesado para a tomada de decisão. A Reserva está integrada na Zona Especial de Protecção da Ria de Aveiro, importante área para a protecção das aves marinhas.

## Fauna

### Na praia

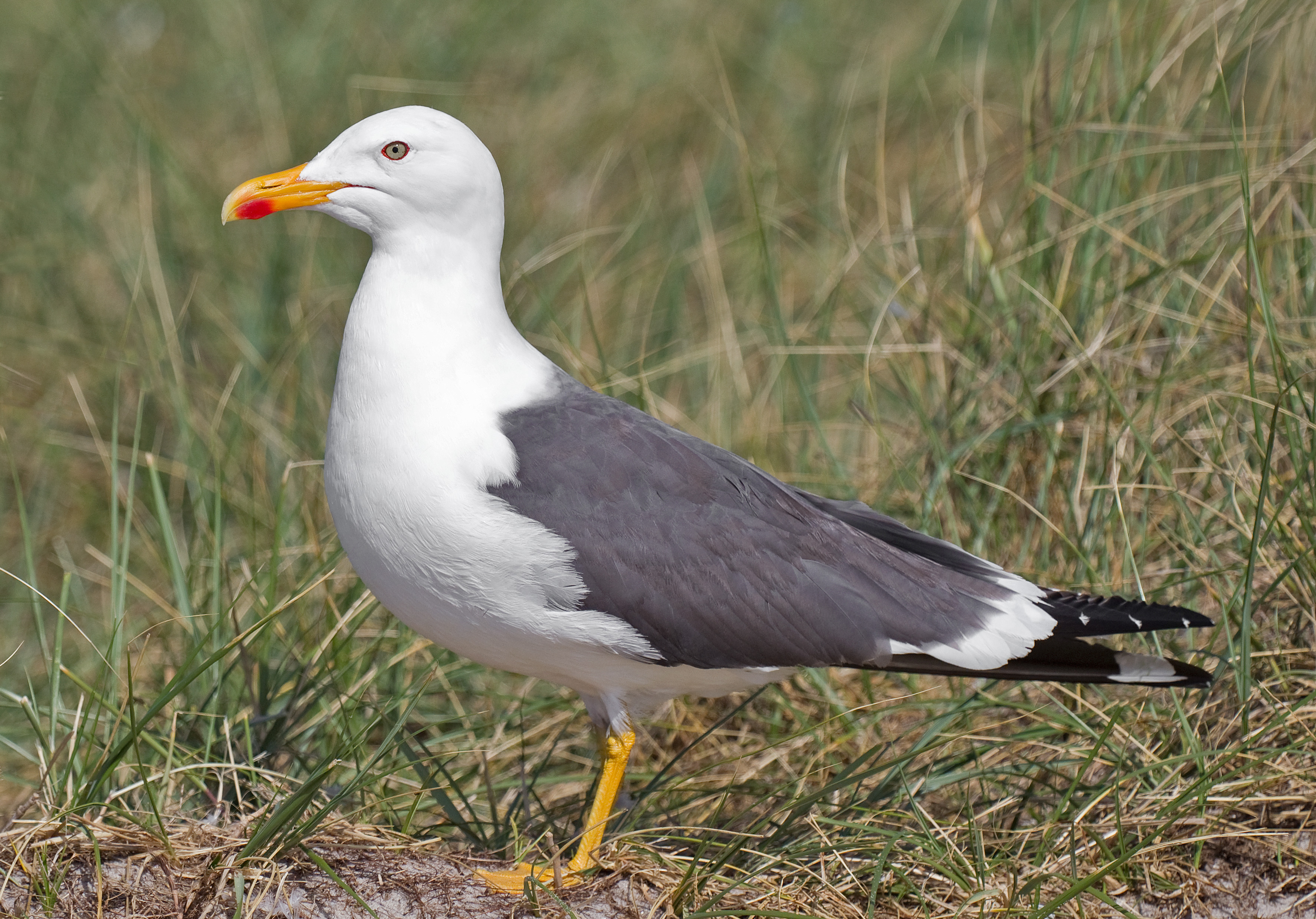
Gaivota-de-asa-escura

- Fulmar-glacial (Fulmarus glacialis)
- Ganso-patola (Sula Bassana)
- Corvo-marinho-de-faces-brancas (Phalocrocorax carbo)
- Guincho (Larus ridibundus)
- Gaivota-de-asa-escura (Larus fuscus)
- Gaivota-tridáctila (Rissa tridactyla)
- Andorinha-do-mar-comum (Sterna hirundo))
- Airo (Uria aalge)
- Torda-mergulheira (Alca torda)
- Papagaio-do-mar (Fratercula artica)
- Calhandrinha (Calandrela brachydactyla)[9]

### Na duna primária

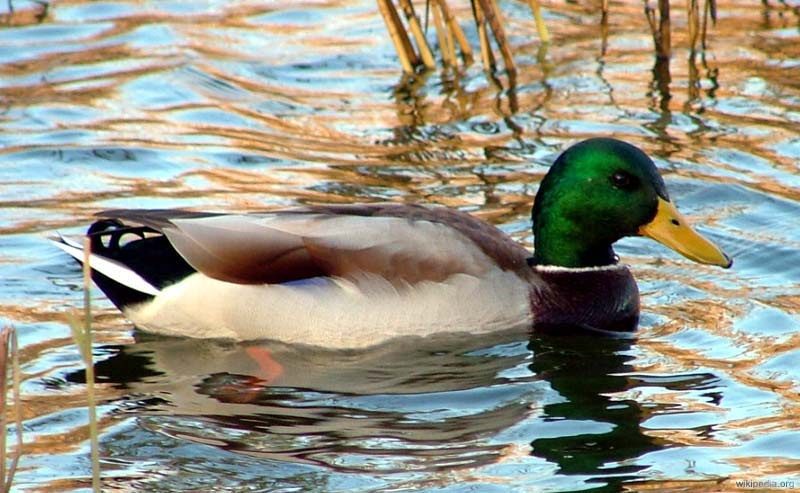
Pato-real

- Borrelho-de-coleira-interrompida (Charadrius alexandrinus)
- Cotovia-de-poupa (Galerida cristata)
- Fuinha-das-piças (Cisticola juncidis)
- Pintarroxo (Carduelis cannabina)[9]

### Na pateira
- Pato-real (Anas platyrhynchos)
- Marrequinha-comum (Anas crecca)
- Piadeira (Anas penelope)
- Pato-negro (Melanitta nigra)
- Pato-de-bico-vermeho (Netta rufina)

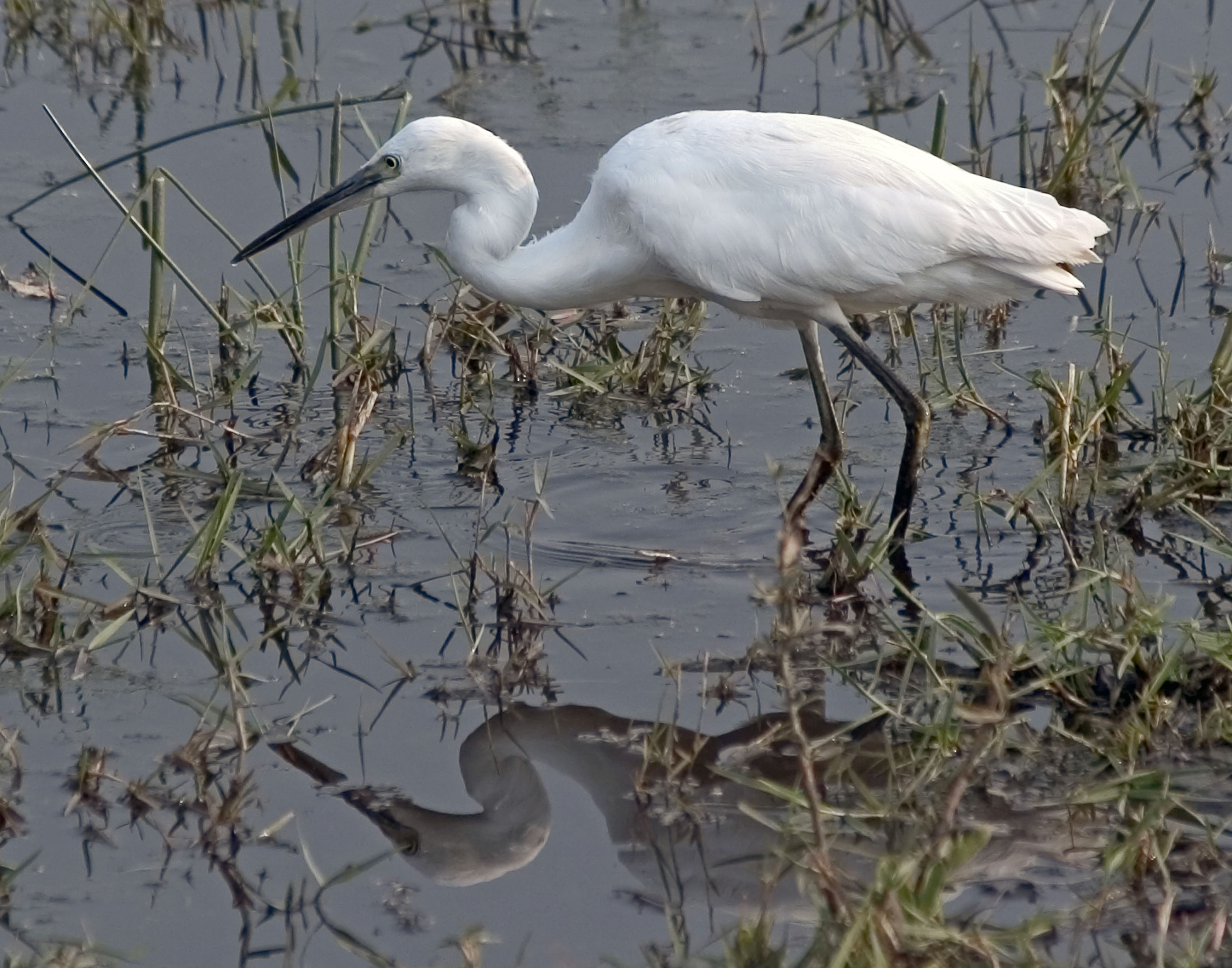
Garça-branca

- Arrabio (Anas acuta)
- Zarro-comum (Aythya ferina)
- Zarro-castanho (Aythya nyroca)
- Garça-branca (Egretta garzetta)
- Garça-cinzenta (Ardea cinerea)
- Colhereiro (Platalea leucorodia)[9]

### Na mata
- Pisco-de-peito-ruivo (Erithacus rubecula)

- Chapim-de-poupa (Parus cristatus)
- Chapim-preto (Parus ater)
- Chapim-azul (Parus caeruleus)
- Chapim-real (Parus major)

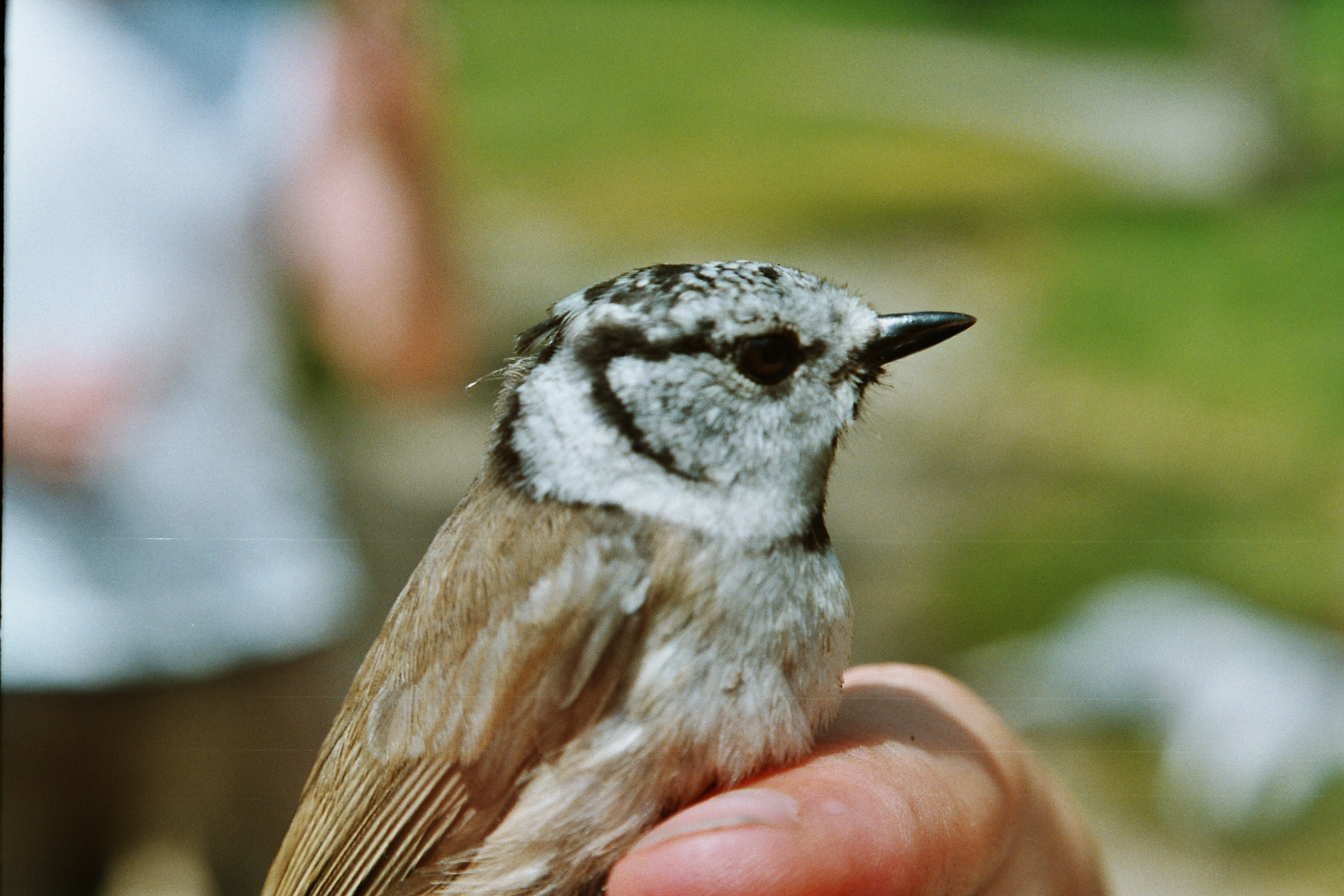
Chapim-de-poupa

- Papa-moscas-preto (Ficedula hypoleuca)
- Gavião-da-europa (Accipiter nisus)
- Açor (Accipiter gentilis)
- Lagartixa-de-bocage (Podarcis bocagei)
- Cobra-rateira (Malpolon monspessulanus)
- Cobra-de-água-de-colar (Natrix natrix)